# Karl-Heinz Feldkamp
Karl-Heinz Feldkamp (ur. 2 czerwca 1934 w Essen) – niemiecki piłkarz, a także trener.

## Kariera piłkarska
Przez całą karierę Feldkamp grał w Rot-Weiß Oberhausen. Karierę zakończył w 1967 roku.

## Kariera trenerska
Feldkamp karierę rozpoczął w 1972 roku w zespole SG Wattenscheid 09, z którym najpierw występował w Regionallidze West, a potem w 2. Bundeslidze Nord. Następnie trenował inne zespoły tej ligi, FC Gütersloh oraz Arminię Bielefeld.
Przed rozpoczęciem sezonu 1978/1979 Feldkamp został szkoleniowcem pierwszoligowego 1. FC Kaiserslautern. W Bundeslidze zadebiutował 12 sierpnia 1978 roku w wygranym 5:1 spotkaniu z VfB Stuttgart. W 1979 roku, a także w 1980 roku zajął z zespołem 3. miejsce w Bundeslidze. W 1981 roku dotarł z nim też do finału Pucharu RFN. W Kaiserslautern pracował do końca sezonu 1981/1982.
Następnie prowadził innych pierwszoligowców, Borussię Dortmund, a także ponownie Arminię Bielefeld. W 1984 roku Feldkamp został trenerem Bayeru Uerdingen, również występującego w Bundeslidze. W 1985 roku zdobył z nim Puchar RFN, a w 1986 roku zajął z nim 3. miejsce w Bundeslidze.
Po zakończeniu sezonu 1986/1987 przeszedł do Eintrachtu Frankfurt, także grającego w Bundeslidze. W 1988 roku zdobył z nim Puchar RFN. Eintracht trenował do września 1988 roku. W lutym 1990 roku ponownie został szkoleniowcem 1. FC Kaiserslautern. W 1990 roku wywalczył z nim Puchar RFN, a w 1991 roku mistrzostwo Niemiec.
Następnie Feldkamp wyjechał do Turcji, gdzie został trenerem Galatasaray SK. W 1993 roku zdobył z nim mistrzostwo Turcji oraz Puchar Turcji. Po tych sukcesach przestał być szkoleniowcem Galatasaray. Potem trenował jeszcze Beşiktaş JK oraz ponownie zespół Galatasaray SK, który był jego ostatnim klubem w karierze.

## Nagrody
- Człowiek roku w niemieckiej piłce nożnej: 1991